# 米子市立福生中学校
米子市立福生中学校（よなごしりつ ふくいけちゅうがっこう）は、鳥取県米子市上福原にある公立中学校。
旧米子市立第二中学校、旧米子市立福原中学校の流れを汲んでおり、旧米子二中・旧福原中と同窓会を同じくしている。また、鳥をイメージしたという校章は旧福原中から引き継いでいる。

## 沿革
学校年表より。
第二中学校
- 1947年
  - 4月1日 - 中町8番地に米子市立第二中学校開校[3]。
  - 11月29日 - 昭和天皇が行幸（昭和天皇の戦後巡幸）[4]。
- 1955年9月10日 - 整肢学園分校を設立。
- 1959年1月1日 - 国立米子病院内に皆浜分校を設立[5]。
- 1962年4月1日 - 皆浜分校が独立し、米子市立養護学校皆浜学園が開校。（のちに米子市立米子養護学校中学部と改称、2018年統合により鳥取県立皆生養護学校皆浜分校)
- 1963年4月1日 - 整肢学園分校が県に移管し独立、鳥取県立養護学校米子皆生学園が開校。（現：鳥取県立皆生養護学校中学部)
- 1972年3月31日 - 閉校。

福原中学校
- 1972年4月1日 - 校区再編成により、明道校区を第三中学校（現・湊山中学校）へ分離し、福生・福米校区を福原中学校として分離開校。
- 1973年4月1日 - 旧福原小学校校舎に移転。
- 1986年4月1日 - 福米中学校を分離開校する。
- 1987年3月31日 - 閉校[6]。

福生中学校
- 1987年4月1日 - 現在地に校舎を新築し福生中学校開校。校歌（作詞：野坂廣美、作曲：宮本久美子）・校旗の制定。
- 1997年4月1日 - 校訓「創造・誠実・自主自律」が制定される。
- 2004年4月1日 - 児童自立支援施設鳥取県立喜多原学園施設内にいずみ分校開校。

## 部活動

### 運動部
- サッカー部
- 野球部
- 陸上部
- 水泳部
- 剣道部
- バレー部(女)
- バスケットボール部（男・女）
- バドミントン部（男・女）

### 文化部
- 家庭科部
- 吹奏楽部
- 情報生活部
- 美術部

## 出身者
- 野坂康夫（政治家・前米子市長）
- 杉本真吾（実業家・高校野球解説者）
- 友松タケホ（俳優）
- 森山一保（漫画家）
- 伊木隆司（政治家・米子市長）

## 校区
- 校区は、福生東小学校、福生西小学校の通学区域となっている。[7]

## 校区内の主な施設
- 皆生温泉
- 米子警察署、西部地区運転免許センター